# EHF Champions League 2007-2008 (pallamano maschile)
La EHF Champions League 2007 - 2008 è stata la 48ª edizione del massimo torneo europeo per club di pallamano, la 15ª con l'attuale denominazione.

## Formula
- Turno di qualificazione: è stato disputato da 16 squadre che, dopo sorteggio, si affrontano in gare di andata e ritorno; chi vince passa alla fase a gironi.
- Fase a gironi: sono stati disputati otto gironi da quattro squadre con gare di andata e ritorno. Le prime due di ogni girone si sono qualificate al main round.
- Main Round: le sedici squadre qualificate dalla fase precedente hanno disputato ulteriori quattro gironi da quattro squadre con partite di andata e ritorno. Le prime classificate passano alla fase ad eliminazione diretta.
- Fase ad eliminazione diretta: consiste in semifinali e finale con gare di andata e ritorno.

## Qualificazioni
| Squadra 1             | Totale | Squadra 2     | Andata | Ritorno |
| --------------------- | ------ | ------------- | ------ | ------- |
| Viborg HK             | 80-45  | Beşiktaş      | 35-23  | 45-22   |
| Constanta             | 63-48  | Sasja Hoboken | 31-26  | 32-22   |
| Madeira               | 54-65  | Barcellona    | 26-28  | 28-37   |
| Vardar                | 67-52  | Põlva Serviti | 37-22  | 30-30   |
| Panevėžys Viking Malt | 43-61  | Valur         | 19-28  | 24-33   |
| Casarano              | 57-67  | Bregenz       | 28-31  | 29-36   |
| Stella Rossa          | 53-71  | Meshkov Brest | 25-33  | 28-38   |

## Fase a gironi

### Girone A

#### Classifica
|  | Pos. | Squadra          | Pt | G | V | N | P | GF  | GS  | DR  |
|  | ---- | ---------------- | -- | - | - | - | - | --- | --- | --- |
|  | 1.   | Barcellona       | 12 | 6 | 6 | 0 | 0 | 206 | 155 | +51 |
|  | 2.   | Ivry             | 6  | 6 | 3 | 0 | 3 | 170 | 172 | -2  |
|  | 3.   | Dynamo Astrakhan | 5  | 6 | 2 | 1 | 3 | 172 | 170 | +2  |
|  | 4.   | Banik Karvina    | 1  | 6 | 0 | 1 | 5 | 140 | 191 | -51 |

### Girone B

#### Classifica
|  | Pos. | Squadra     | Pt | G | V | N | P | GF  | GS  | DR  |
|  | ---- | ----------- | -- | - | - | - | - | --- | --- | --- |
|  | 1.   | THW Kiel    | 12 | 6 | 6 | 0 | 0 | 210 | 169 | +41 |
|  | 2.   | Montpellier | 8  | 6 | 4 | 0 | 2 | 183 | 169 | +14 |
|  | 3.   | Hammaraby   | 2  | 6 | 1 | 0 | 5 | 184 | 199 | -15 |
|  | 4.   | Constanta   | 2  | 6 | 1 | 0 | 5 | 152 | 192 | -40 |

### Girone C

#### Classifica
|  | Pos. | Squadra               | Pt | G | V | N | P | GF  | GS  | DR  |
|  | ---- | --------------------- | -- | - | - | - | - | --- | --- | --- |
|  | 1.   | CB Ademar León        | 9  | 6 | 4 | 1 | 1 | 171 | 159 | +12 |
|  | 2.   | Zagreb                | 5  | 6 | 2 | 1 | 3 | 169 | 167 | +2  |
|  | 3.   | Kadetten Schaffhausen | 5  | 6 | 2 | 1 | 3 | 179 | 174 | +5  |
|  | 4.   | RK Vardar             | 5  | 6 | 2 | 1 | 3 | 161 | 180 | -19 |

### Girone D

#### Classifica
|  | Pos. | Squadra              | Pt | G | V | N | P | GF  | GS  | DR  |
|  | ---- | -------------------- | -- | - | - | - | - | --- | --- | --- |
|  | 1.   | Portland San Antonio | 10 | 6 | 4 | 2 | 0 | 203 | 170 | +33 |
|  | 2.   | GOG                  | 8  | 6 | 3 | 2 | 1 | 196 | 181 | +15 |
|  | 3.   | HT Tatran Prešov     | 3  | 6 | 1 | 1 | 4 | 182 | 211 | -29 |
|  | 4.   | Bregenz              | 3  | 6 | 1 | 1 | 4 | 172 | 191 | -19 |

### Girone E

#### Classifica
|  | Pos. | Squadra             | Pt | G | V | N | P | GF  | GS  | DR  |
|  | ---- | ------------------- | -- | - | - | - | - | --- | --- | --- |
|  | 1.   | HSV Amburgo         | 11 | 6 | 5 | 1 | 0 | 192 | 159 | +33 |
|  | 2.   | Chekhovskye Medvedi | 9  | 6 | 4 | 1 | 1 | 186 | 155 | +31 |
|  | 3.   | ZTR Zaporižžja      | 2  | 6 | 1 | 0 | 5 | 144 | 178 | -34 |
|  | 4.   | Viborg HK           | 2  | 6 | 1 | 0 | 5 | 161 | 191 | -30 |

### Girone F

#### Classifica
|  | Pos. | Squadra         | Pt | G | V | N | P | GF  | GS  | DR  |
|  | ---- | --------------- | -- | - | - | - | - | --- | --- | --- |
|  | 1.   | VfL Gummersbach | 9  | 6 | 4 | 1 | 1 | 193 | 167 | +26 |
|  | 2.   | RK Celje        | 7  | 6 | 3 | 1 | 2 | 170 | 159 | +11 |
|  | 3.   | KC Veszprém     | 6  | 6 | 2 | 2 | 2 | 184 | 171 | +13 |
|  | 4.   | Valur           | 2  | 6 | 1 | 0 | 5 | 151 | 201 | -50 |

### Girone G

#### Classifica
|  | Pos. | Squadra                | Pt | G | V | N | P | GF  | GS  | DR  |
|  | ---- | ---------------------- | -- | - | - | - | - | --- | --- | --- |
|  | 1.   | BM Ciudad Real         | 12 | 6 | 6 | 0 | 0 | 213 | 153 | +60 |
|  | 2.   | SG Flensburg-Handewitt | 6  | 6 | 3 | 0 | 3 | 179 | 173 | +6  |
|  | 3.   | Drammen HK             | 3  | 6 | 1 | 1 | 4 | 181 | 200 | -19 |
|  | 4.   | Zagłębie Lubin         | 3  | 6 | 1 | 1 | 4 | 161 | 208 | -47 |

### Girone H

#### Classifica
|  | Pos. | Squadra            | Pt | G | V | N | P | GF  | GS  | DR  |
|  | ---- | ------------------ | -- | - | - | - | - | --- | --- | --- |
|  | 1.   | SC Pick Szeged     | 12 | 6 | 6 | 0 | 0 | 192 | 134 | +58 |
|  | 2.   | RK Gorenje Velenje | 8  | 6 | 4 | 0 | 2 | 173 | 169 | +4  |
|  | 3.   | RK Bosna Sarajevo  | 2  | 6 | 1 | 0 | 5 | 152 | 186 | -34 |
|  | 4.   | HC Meshkov Brest   | 2  | 6 | 1 | 0 | 5 | 154 | 182 | -28 |

## Main round

### Gruppo 1

#### Classifica
|  | Pos. | Squadra             | Pt | G | V | N | P | GF  | GS  | DR  |
|  | ---- | ------------------- | -- | - | - | - | - | --- | --- | --- |
|  | 1.   | THW Kiel            | 10 | 6 | 5 | 0 | 1 | 191 | 160 | +31 |
|  | 2.   | Chekhovskye Medvedi | 6  | 6 | 3 | 0 | 3 | 183 | 176 | +7  |
|  | 3.   | CB Ademar León      | 6  | 6 | 3 | 0 | 3 | 173 | 171 | +2  |
|  | 4.   | Ivry                | 2  | 6 | 1 | 0 | 5 | 173 | 213 | -40 |

### Gruppo 2

#### Classifica
|  | Pos. | Squadra            | Pt | G | V | N | P | GF  | GS  | DR  |
|  | ---- | ------------------ | -- | - | - | - | - | --- | --- | --- |
|  | 1.   | BM Ciudad Real     | 10 | 6 | 5 | 0 | 1 | 167 | 148 | +19 |
|  | 2.   | VfL Gummersbach    | 6  | 6 | 3 | 0 | 3 | 179 | 170 | +9  |
|  | 3.   | Montpellier        | 6  | 6 | 3 | 0 | 3 | 175 | 179 | -4  |
|  | 4.   | RK Gorenje Velenje | 2  | 6 | 1 | 0 | 5 | 156 | 180 | -24 |

### Gruppo 3

#### Classifica
|  | Pos. | Squadra                | Pt | G | V | N | P | GF  | GS  | DR |
|  | ---- | ---------------------- | -- | - | - | - | - | --- | --- | -- |
|  | 1.   | HSV Amburgo            | 8  | 6 | 3 | 2 | 1 | 187 | 180 | +7 |
|  | 2.   | Portland San Antonio   | 6  | 6 | 2 | 2 | 2 | 179 | 172 | +7 |
|  | 3.   | Zagreb                 | 6  | 6 | 3 | 0 | 3 | 170 | 177 | -7 |
|  | 4.   | SG Flensburg-Handewitt | 4  | 6 | 1 | 2 | 3 | 176 | 183 | -7 |

### Gruppo 4

#### Classifica
|  | Pos. | Squadra        | Pt | G | V | N | P | GF  | GS  | DR  |
|  | ---- | -------------- | -- | - | - | - | - | --- | --- | --- |
|  | 1.   | Barcellona     | 8  | 6 | 4 | 0 | 2 | 194 | 174 | +20 |
|  | 2.   | GOG            | 7  | 6 | 3 | 1 | 2 | 184 | 184 | +0  |
|  | 3.   | SC Pick Szeged | 6  | 6 | 3 | 0 | 3 | 169 | 176 | -7  |
|  | 4.   | RK Celje       | 3  | 6 | 1 | 1 | 4 | 172 | 185 | -13 |

## Fase ad eliminazione

### Semifinali
| Squadra 1   | Totale | Squadra 2  | Andata | Ritorno |
| ----------- | ------ | ---------- | ------ | ------- |
| Ciudad Real | 60-59  | Amburgo    | 34-27  | 26-32   |
| Kiel        | 78-75  | Barcellona | 41-31  | 37-44   |

### Finale
| Squadra 1   | Totale | Squadra 2 | Andata | Ritorno |
| ----------- | ------ | --------- | ------ | ------- |
| Ciudad Real | 58-54  | Kiel      | 27-29  | 31-25   |